# Saalach
La Saalach è un fiume dell'Austria e della Germania, affluente di sinistra della Salzach.

## Descrizione
Il fiume nasce nel comune di Jochberg (nel Tirolo austriaco) dal lago Torsee, sulle pendici del monte Gamshag (alto 2178 m s.l.m.), nelle Alpi di Kitzbühel. Dopo appena 1 km entra nel Salisburghese e scorre verso est attraversando Saalbach-Hinterglemm e Maishofen. La prima parte del suo corso, fino a Saalbach, è nota come Saalbach, in seguito prende il nome Saalach.
In seguito piega a nord a circa 2 km dal lago di Zell, formando una caratteristica valle spartiacque tra il bacino di Zell e il bacino di Saalfelden. Questa valle, chiamata Saalachtal, è delimitata dal monte Hundstein a est e dalla strada Pinzgauer Straße (B 311) a ovest. Il corso d'acqua entra poi in una valle stretta, nota come Saalfelden orientata verso nord-ovest tra i gruppi montuosi Leoganger e Loferer Steinberge e l'altipiano Steinernes Meer, fino a Lofer.
La Saalach entra in Baviera (Germania) a Melleck (Schneizlreuth) poco sotto il passo Steinpass e scorre lungo i pendii settentrionali del monte Reiter Alpe, per poi segnare per pochi chilometri il confine tra l'Austria e la Germania. Poco prima della città di Bad Reichenhall il corso del fiume è sbarrato da una diga che dà origine all'invaso Saalachsee; le acque vengono utilizzate da una centrale idroelettrica che alimenta una linea ferroviaria locale.
A nord-ovest delle Alpi di Berchtesgaden la valle si apre nell'ampio bacino di Reichenhall tra i monti Lattengebirge a sud e Hochstaufen a nord. Dopo Piding la Saalach entra nel bacino Salisburghese, dove segna nuovamente il confine tra le due nazioni, di cui un tratto rappresenta il bordo occidentale della città austriaca di Salisburgo, finché a Freilassing la Saalach confluisce nel fiume Salzach.
Il nome del fiume deve la propria origine da Saal, una forma arcaica di Salz ("sale"), e Ach utilizzato a indicare piccoli corsi d'acqua.